# کوکسی (آلاباما)
کوکسی (به انگلیسی: Coxey) یک منطقهٔ مسکونی در ایالات متحده آمریکا است که در شهرستان لایمستون، آلاباما واقع شده‌است. کوکسی ۲۰۳٫۹۱ متر بالاتر از سطح دریا قرار دارد.